# 遺伝子ドライブ
遺伝子ドライブ（英: gene drive）とは、特定の遺伝子が偏って遺伝する現象である。この現象が発生すると、その個体群において特定の遺伝子の保有率が増大する。
人為的に遺伝子ドライブを発生させることにより、遺伝子を追加、破壊、または改変し、個体群、または生物種全体を改変することができると考えられている。具体的な応用例として、病原体を運搬する昆虫(特にマラリア、デング熱、ジカ熱を媒介する蚊)の拡散防止、外来種の制御、除草剤や農薬抵抗性の除去がある。しかし、改変された生物を自然環境に放つ行為は、生命倫理上の懸念がある。
ただし、有性生殖を行う種でのみ機能するため、ウイルスや細菌においては発生しない。

## メカニズム
有性生殖をする種の遺伝子の大部分は、50％の確率で遺伝する対立遺伝子が対となって相同染色体上に存在している。遺伝子は、その個体の適応度が高くないと集団に広がらない。しかし、いくつかの対立遺伝子は、それらを通常の50％よりも高い確率で遺伝する分子メカニズムを備えている。これにより、その遺伝子が個体の適応度を減らす場合でも、個体群に拡散することができる。

### 分子レベルの機構

遺伝子ドライブの分子メカニズム

ゲノム編集の技術を使用し、染色体上に「ドライブ配列（drive sequence）」を導入する。
- エンドヌクレアーゼ（例えばCas9またはCpf1）により、標的の遺伝子配列を切断する。
- 標的配列が切断された後に、DNA修復機構によってドライブ配列が導入される。遺伝子ドライブの自己伝播を達成するため、このドライブ配列はエンドヌクレアーゼ配列を含んでいる。また、切断部位を修復するために使用されなければならないので、ドライブ配列の両端は宿主の遺伝子の中にある切断部位に隣接する配列である。このドライブ配列に、導入したい配列を付加することで、新たな遺伝子を導入することができる。

ドライブ配列の導入は、改変された遺伝子と野生の遺伝子をもつ各個体で再発生する。遺伝子ドライブが（例えば、片方の親から受け取り）卵細胞中に存在する場合は、その卵から発生した個体がつくる配偶子について、（通常の遺伝子は50％引き継ぐだけだが）50％ではなくすべての配偶子がドライブ配列を継承すると考えられる。

### 個体群への広がり
ある遺伝子をもつ個体の数は、世代を経るごとに倍以上には決してならないので、単一の個体に導入された遺伝子ドライブが、個体群のかなりの割合に広がるまでには数十世代を必要とする。
しかし、遺伝子ドライブをもつ生物を数多く放つことで、数世代で個体群に広げることができる。例えば、千個体に1個体、遺伝子ドライブを持つ個体を放つと、全ての個体に遺伝子ドライブを広げるのに12～15代がかかる。遺伝子ドライブが最終的に個体群集団中に固定されるかどうか、または遺伝子ドライブが集団に広がる速度は、個体の生存率に対するその遺伝子の効果、対立遺伝子を変換できる効率、個体群の構造に依存している。
集団遺伝学による予測によると、よく混合された集団における、対立遺伝子を変換する現実的な効率（約90％）のもとで、遺伝子ドライブは選択係数が0.3よりも小さいときに固定される;  言い換えれば、遺伝子ドライブは有益な遺伝子改変だけでなく、有害なものであっても、繁殖成功率が30％以上減少しなければ、集団内に拡散されていく。これは、普通の遺伝子と対照的であり、普通の遺伝子は、有益な場合にのみ、集団に広がる可能性がある。

## 応用と技術的な限界

### 応用
遺伝子ドライブは応用に関して2種類に分けられ、同じ技術に基づくものの、それぞれ異なる意義を持つ。
- 実験室内個体群に対する遺伝子改変の導入。いったん遺伝子ドライブを持つ株や系統が生成されると、ドライブは単に交配によって他の系統に伝達できる。ここで遺伝子ドライブは、他の技術で達成可能な作業をはるかに容易に達成するために使用される。野生への遺伝子ドライブの偶発的放出を防止するため、実験室内個体群の厳重な封じ込めが必要である。
- 野生個体群に対する遺伝子改変の導入。前者とは対照的に、ここでの遺伝子ドライブは大きな進歩を意味し、以前には達成できなかった変化への扉を開けた。このことは大きな倫理的問題を引き起こす。

遺伝子ドライブのこれまでにない可能性のために、セーフガード機構が提案・試験されている。

### 技術的な限界
遺伝子ドライブは、切断部位と対応する相同性を含む他の対立遺伝子を置き換えることによって伝播するので、有性生殖の種に対してしか使えない(有性生殖の個体は二倍体であり、対立遺伝子は各世代で混合される)。副次的効果として、遺伝子ドライブの影響を回避するために近親交配が選択される可能性があるが、それが実際にどの程度起こるかを算出するのは困難である。
集団全体への遺伝子ドライブの拡散には多くの世代を重ねる必要があるため、一部の無脊椎動物では拡散に一年も掛からないものの、発生と性的成熟の間に長い年月を要する生物(例えばヒトなど)では何世紀もの年月が掛かる可能性がある。したがって、この技術は世代交代が速い種に対して有用である。

## 課題
研究者が強調している問題は、次の通り。
- 突然変異：途中で突然変異が生じ、望ましくない形質がドライブに「相乗り」して拡がっていってしまう可能性がある。
- エスケープ：異種交配、または遺伝子流動により、遺伝子ドライブがその標的個体群を越えて移動する恐れがある。
- 自然環境への影響：新しい形質が標的に直に影響を及ぼすことが理解されても、そのドライブは周囲に副次的な影響をもたらす可能性がある。

遺伝子ドライブは非常に強力なツールであるために、生命倫理の懸念もある。
2015年12月には、主要な世界の科学者たちは、ヒトの胚に対してゲノム編集をし、その胚を着床・妊娠させることに対してのモラトリアムの期間を求めた。ゲノム編集は、CRISPR-Cas9技術に関連する。しかし、将来の世代への影響を与えない、基礎研究の継続およびゲノム編集に関しては支持することになった。2016年2月にはイギリスで、胚が7日間で破壊されるを条件に、CRISPR-Cas9および関連技術を使用することにより、ヒトの胚を遺伝的に変更することを規制当局が許可した。2016年6月には、米国国立アカデミーの科学、工学、医学分野が、遺伝子ドライブについての「責任ある行動のための提言」に関する報告書を発表した。

## 歴史
インペリアル・カレッジ・ロンドンの進化遺伝学者であるオースティン・バート（Austin Burt）は、まず2003年に自然の"利己的な"ホーミングエンドヌクレアーゼ遺伝子に基づく遺伝子ドライブを構築する可能性を概説した。研究者はすでに、これらの「利己的」遺伝子は世代を通じて急速に広がることができることを示していた。バートは、遺伝子ドライブはマラリア原虫を媒介する蚊の個体群を防止または蚊の個体群を壊滅するために使用できるかもしれないことを示唆した。ホーミングエンドヌクレアーゼに基づいた遺伝子ドライブは、遺伝子導入をした蚊の集団とショウジョウバエの集団で、実験室内で実証された。しかし、ホーミングエンドヌクレアーゼは配列特異的である。他の配列を標的とするために、それらの特異性を変化させることが主要な課題であったが、CRISPRの発見と、Cas9やCpf1などの関連RNA誘導型エンドヌクレアーゼが発見されたことにより、遺伝子ドライブが可能となった。
2016年8月に米国食品医薬品局（FDA）は、遺伝的に改変されたオスのネッタイシマカ（蚊）をフロリダキーズに放すためのバイオテクノロジー会社Oxitecの計画に対し、“Finding of No Significant Impact"(FONSI)「影響は軽微」と発表した。ジカウイルスを含む蚊が媒介する疾患の蔓延を食い止めることを意図していた。この計画では、蚊の子孫が生殖年齢に達する前に死ぬような遺伝子を追加した。Oxitecはまだ任意の昆虫を放つ前に、フロリダキーズの蚊のコントロール地区からの承認を必要としている。
ビル&メリンダ・ゲイツ財団は、遺伝子ドライブ技術に$ 75M（7500万ドル）を投資してきた。財団はもともと、アフリカのどこかに2029年までに、実際に使用できる技術的な準備ができていると推定した。しかしゲイツは2016年に、今後2年以内に準備ができると、この推定値を変更した。

## CRISPR/Cas9
CRISPR/Cas9はDNAを切断する方法である。2013年に登場した、より速く、より簡単に、そしてより効率的な遺伝子工学的手法である。具体的な方法は、ガイドRNAと、RNA誘導Cas9エンドヌクレアーゼを発現させる。ガイドRNAが編集される特定の配列に導き、Cas9が標的配列を切断する。細胞は多くの場合、修復の相同DNAと元の配列を置換することによってダメージを修復する。適当な相同性を有する追加の配列を一緒に導入することによって、Cas9が切断後、従来にない簡単な方法で遺伝子を追加、修正することができる。 2014年の時点で、ヒトを含む20種の細胞において、試され、成功した。これらの種の多くでは、ゲノム編集はそれらのその生殖系列の細胞に対してされたため、遺伝が可能である。
2014年、ケヴィン・エスヴェルトと共同研究者は、CRISPR / Cas9は、エンドヌクレアーゼ遺伝子ドライブを構築するために使用できるかもしれないことを提案した。2015年に研究者がCRISPRベースの遺伝子ドライブを酵母 Saccharomyces、ショウジョウバエ や蚊で成功させ発表した。これら4つの研究はすべて、単純な実験室の集団への遺伝子ドライブの導入を実証し、連続した世代にわたって非常に効率的な遺伝の歪みを実証した。しかしながら、遺伝子ドライブごとに、遺伝子ドライブに抵抗性を示す対立遺伝子が発生することが予想され、高度に保存された部位を標的とするのを避けることで、防止することができると考えられる。
CRISPR / Cas9は、標的に対して柔軟性をもつため、遺伝子ドライブは、理論的には、ほぼすべての形質を操作するために使用することができると考えられている。以前の実験設計とは異なり、ターゲットとなる複数の遺伝子内の複数の配列を標的とすることにより、遺伝子ドライブを導入するように調整することができる。 CRISPR / Cas9も、集団を崩壊させるのではなく、制御するために、遺伝子ドライブを構築することを可能にできる。注目すべきは、RNA誘導型遺伝子のドライブは、CRISPR / Cpf1などのような他のRNA誘導型エンドヌクレアーゼで設計することもできる。

## 野生個体群への応用

### 病原媒介種
遺伝子ドライブの応用例として、蚊や他の疾患を媒介する生物を遺伝的に修正し、例えばマラリアやデング熱などの病気を媒介することができない蚊をつくることが挙げられる。2014年6月には、世界保健機関（WHO）（熱帯病における研究・研修 のための特別プログラム）は、遺伝子組み換え蚊を評価するためのガイドライン を発行した。2013年に欧州食品安全機関は、すべての遺伝子組換え生物の環境アセスメントのためのプロトコル を発行した。研究者は、野生の蚊の1％を改変することにより、一年以内にマラリアを根絶することができると主張している。

### 外来種
遺伝子ドライブは外来種を駆除するために利用することが可能で、例を挙げればニュージーランドの外来種を駆除する方法として提案されている。その提案に対して、別の人々は遺伝子ドライブの使用についての一般的な異議を唱えている。

### Predator Free 2050
2016年7月、ニュージーランド首相は2050年までにニュージーランド本土から8種の侵略的な哺乳類捕食動物(様々なネズミ、オコジョ、ポッサム)を完全に排除するための政府計画であるPredator Free 2050プロジェクトを発表した。2017年1月、この取り組みに遺伝子ドライブ技術が使用されることが発表された。
2017年、オーストラリアとテキサスの2つのグループが遺伝子ドライブ技術を初めて哺乳動物に用いる「オスしか生まれないマウス」の創製に関する予備研究を発表した。これらの「オスしか生まれないマウス」は、侵略的哺乳類が蔓延するニュージーランドや他の島々にとってのブレイクスルーであり、特に有用であると考えられている。